# Ricardo Mimenza Castillo
Ricardo Mimenza Castillo fue un maestro, poeta, historiador, periodista y escritor mexicano, nacido en 1888 en la ciudad de Mérida, Yucatán y fallecido en la misma ciudad en 1943. Fue miembro de la Academia Nacional de Historia de México, de la Sociedad de Americanistas de París y de la Sociedad de Geografía e Historia de Guatemala. Por la extensión de su obra literaria e histórica es considerado por José Esquivel Pren como uno de los escritores yucatecos más prolíficos y de mayor calidad lingüística de su época y, junto con Antonio Mediz Bolio y Luis Rosado Vega, de los más representativos de las letras yucatecas en la primera mitad del siglo XX.

## Datos biográficos
Hizo sus estudios primarios y secundarios en el Instituto Literario de Yucatán. En 1905 obtuvo el título de profesor de enseñanza primaria y superior de la Escuela Normal. Años después, en 1915, se graduó de profesor de historia y literatura. En 1910 militó políticamente en el movimiento maderista y a partir de 1915 colaboró con el gobierno de Salvador Alvarado y después de Felipe Carrillo Puerto. Dirigió en 1918 la revista Tierra que fue el órgano de difusión del Partido Socialista del Sureste. En 1920 fue nombrado director del Museo Yucateco. Perteneció a diversas asociaciones culturales tanto en México como el extranjero y por sus conocimientos de la cultura maya participó en congresos nacionales e internacionales exponiendo su saber. A partir de 1938, Ricardo Mimenza se radicó en la Ciudad de México en donde trabajó como historiador en el Archivo General de la Nación en el que, a partir de 1941 y hasta su muerte, ocupó el cargo de historiador de virreyes de la Nueva España.

## Obra

### Poemario
- Violas de mayo
- Poemas de noviembre
- Heraldos
- Rebeldía, cantos revolucionarios
- Cóndor y estrellas (primer premio en los Juegos Florales de Saltillo, Coahuila de 1918)
- Las campanas
- Museo yucateco
- Pájaros de barro
- Estampas de la raza
- Canto a Mérida

### Relatos y ensayos
- La leyenda del enano de Uxmal
- El primer congreso feminista de Yucatán
- Eligio Ancona
- Peón Contreras y Milk
- Delio Moreno Cantón
- La civilización maya
- Iqui Balam o Tigre de la luna llena
- Onobualco
- Efemérides de América
- Laudes del Mayab
- Elitros
- La relación sobre los indios de Yucatán del misionero D. Bartolomé de Granado y Baeza
- El romance de Yucatán
- Los dioses mayas
- El libro de Teresita
- Los templos redondos de Kukulkán (en colaboración con Edmundo Bolio Ontiveros)
- Arte y cultura mayas

## Reconocimientos
- Invitado honorario a los congresos internacionales de Americanistas en:

Hamburgo, Alemania.
Río de la Plata, Argentina.
Sevilla, España.
Lima, Perú.
- Varias escuelas del sistema educativo federal y estatal llevan su nombre en México.[4]